# (33175) 1998 FP5
1998 أف بي 5 (ويعرف أيضًا باسم (33175) 1998 أف بي 5 وفق تسمية الكوكب الصغير) (بالإنجليزية: 1998 FP5)‏ هو كويكب ضمن حزام الكويكبات؛ وترتيبه 33175 من حيث الاكتشاف.
اكتُشف هذا الجُرم الفلكي بواسطة Adrián Galád ‏ في 22 مارس 1998.

## وصلات خارجية
- (33175) 1998 FP5 في قاعدة بيانات مختبر الدفع النفاث لأجرام النظام الشمسي الصغيرة

- الاكتشاف · مخطط المدار ·  العناصر المدارية · المعلمات المادية

- (33175) 1998 FP5 على موقع ويكي سكاي: DSS2, SDSS, GALEX, IRAS, Hydrogen α, X-Ray, Astrophoto, Sky Map, Articles and images